# Xã Wright, Quận Marshall, Minnesota
Xã Wright (tiếng Anh: Wright Township) là một xã thuộc quận Marshall, tiểu bang Minnesota, Hoa Kỳ. Năm 2010, dân số của xã này là 116 người.